# The Best New Horror: Volume Eight
The Best New Horror: Volume 8 är den åttonde volymen i antologiserien med samma namn. Den publicerades 1997 på det brittiska bokförlaget Robinson och i USA på Carroll & Graf.

## Innehåll
- "Introduction: Horror in 1996" av Stephen Jones
- "Walking the Dog" av Terry Lamsley
- "Mussolini and the Axeman's Jazz" av Poppy Z. Brite
- "An Eye for an Eye" av Norman Partridge
- "Underworld" av Douglas Clegg
- "The Curse of Kali" av Cherry Wilder
- "The Film" av Richard Christian Matheson
- "Of a Cat, But Her Skin" av Storm Constantine
- "Hopscotch" av Donald R. Burleson
- "Ghost in the Machine" av Steve Rasnic Tem
- "The Moon Never Changes" av Joel Lane
- "Butcher's Logic" av Roberta Lannes
- "Kites and Kisses" av D. F. Lewis
- "Last Train to Amos Grove" av Mami Scofidio Griffin
- "The King of Rain" av Mark Chadbourn
- "Hardball" av Iain Sinclair
- "Gas Station Carnivals" av Thomas Ligotti
- "Ghost Music: A Memoir by George Beaune" av Thomas Tessier
- "That Blissful Height" av Gregory Frost
- "Skin Deep" av Nicholas Royle
- "Hell Hath Enlarged Herself" av Michael Marshall Smith
- "Unforgotten" av Christopher Fowler
- "A Plague on Both Your Houses" av Scott Edelman
- "Final Cut" av Karl Edward Wagner
- "The Break" av Terry Lamsley
- "Necrology: 1996" av Stephen Jones och Kim Newman